# Алкасер-ду-Сал
Алка́сер-ду-Са́л (порт. Alcácer do Sal; МФА: [aɫ.ˈka.sɨɾ du ˈsaɫ], Алка́сир-ду-Са́л) — муніципалітет і місто в Португалії, в окрузі Сетубал. Розташований у південно-західній частині країни, на березі Атлантичного океану, на теренах історичної португальської провінції Ештремадура. Належить до Сетубальської діоцезії Католицької церкви в Португалії. Права міського самоврядування має з 1218 року. Поділяється на 4 парафії. За адміністративним поділом, чинним до 1976 року, був складовою провінції Нижнє Алентежу. Площа муніципалітету — 1499,87 км², населення муніципалітету — 13046 ос. (2011); густота населення — 8,7 осіб/км²
. Патрон — Діва Марія. Святковий день муніципалітету — 24 червня. Поштовий індекс — 7580.  Код місцевої адміністративної одиниці — 1501. Складова статистичного регіону Алентежу.

## Географія
Алкасер-ду-Сал розташований на заході Португалії, в центрі округу Сетубал.
Алкасер-ду-Сал межує на півночі з муніципалітетами Палмела, Вендаш-Новаш і Монтемор-у-Нову, на північному сході — з муніципалітетом Віана-ду-Алентежу, на сході — з муніципалітетом Алвіту, на півдні — з муніципалітетами Феррейра-ду-Алентежу і Грандола, на північному заході — з муніципалітетом Сетубал. На заході омивається водами Атлантичного океану, гирлом річки Саду.

## Історія
Алкасер-ду-Сал є одним з найдавніших міст у Європі. Був заснований фінікійцями приблизно у 10 столітті до н. е., і як і міста Лісабон і Сетубал, був важливим морським портом завдяки постачанням солі, соленої риби ти харчових продуктів. Під час домінвання арабами у регіоні місто було столицею провінції Ал-Касср. Уперше Алкасер-ду-Сал був завойований у маврів у 1158 році першим португальським королем Афонсу І. Повторне домінування маврами тривало аж до часів короля Афонсу II, коли останньому вдалося остаточно завоювати місто і передати його Ордену Сантьяго.
1218 року португальський король Афонсу II надав Алкасер-ду-Сал форал, яким визнав за поселенням статус містечка та муніципальні самоврядні права.
Статус міста отримав 12 липня 1997 року.

## Населення
| Кількість мешканців | Кількість мешканців | Кількість мешканців | Кількість мешканців | Кількість мешканців | Кількість мешканців | Кількість мешканців | Кількість мешканців | Кількість мешканців | Кількість мешканців | Кількість мешканців | Кількість мешканців | Кількість мешканців | Кількість мешканців | Кількість мешканців |
| ------------------- | ------------------- | ------------------- | ------------------- | ------------------- | ------------------- | ------------------- | ------------------- | ------------------- | ------------------- | ------------------- | ------------------- | ------------------- | ------------------- | ------------------- |
| 1864                | 1878                | 1890                | 1900                | 1911                | 1920                | 1930                | 1940                | 1950                | 1960                | 1970                | 1981                | 1991                | 2001                | 2011                |
| 9 193               | 9 271               | 9 434               | 9 606               | 12 524              | 12 735              | 17 596              | 21 425              | 22 247              | 22 167              | 17 265              | 16 370              | 14 512              | 14 287              | 13 046              |

## Парафії
1. Компорта (порт. Comporta)
2. Санта-Марія-ду-Каштелу (порт. Santa Maria do Castelo)
3. Санта-Сузана (порт. Santa Susana)
4. Сантьяґу (порт. Santiago)
5. Сан-Мартінью (порт. São Martinho)
6. Торрау (порт. Torrão)

## Економіка, побут, транспорт
Економіка муніципалітету представлена харчовою промисловістю, сільським господарством (вирощування рису), торгівлею, транспортом, рибальством і туризмом.
Серед архітектурних пам'яток особливе місце займає фортеця (порт. Castelo de Alcácer do Sal).
Місто як і муніципалітет в цілому має добре розвинуту транспортну мережу, з'єднане з Лісабоном та Алгарве платною швидкісною автомагістраллю А-2, має залізничну станцію.

## Галерея

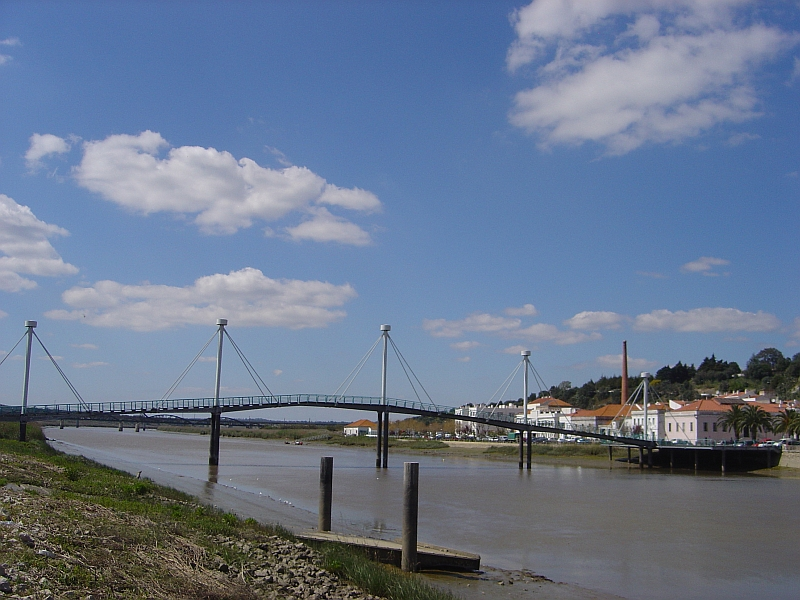
Пішохідний міст через річку Саду
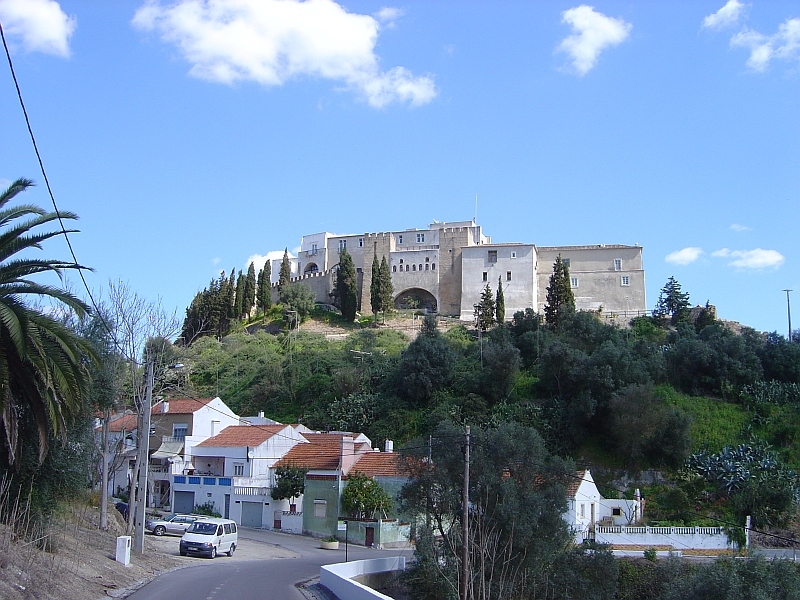
Фортеця
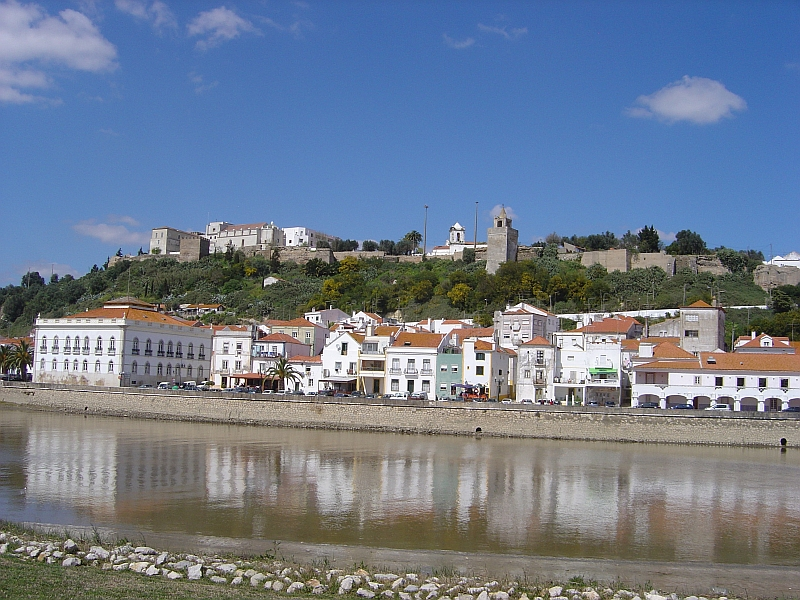
Вигляд на місто з південного берегу річки Саду
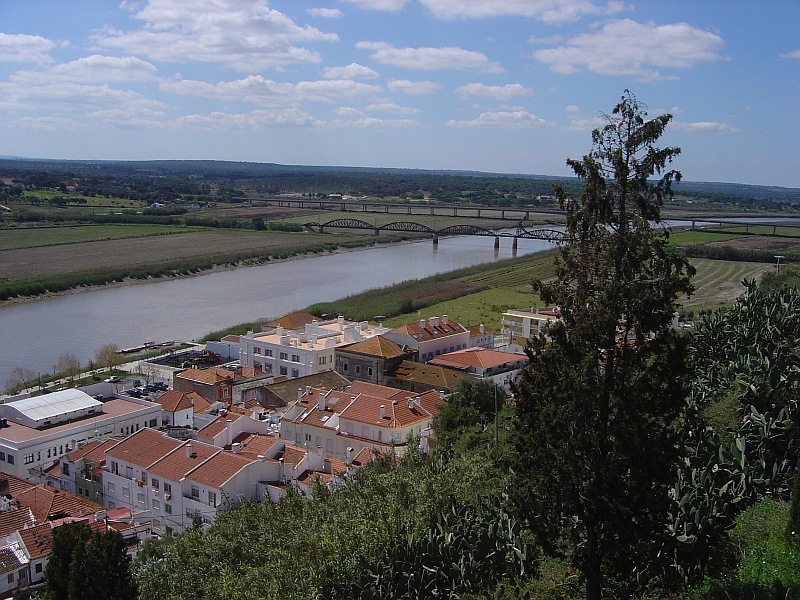
Вигляд на річку Саду (нові мости)